# L'Homme qui en savait trop (film, 1956)
Pour les articles homonymes, voir L'Homme qui en savait trop.
Pour plus de détails, voir Fiche technique et Distribution.
L'Homme qui en savait trop (The Man Who Knew Too Much) est un film d'espionnage américain réalisé par Alfred Hitchcock, sorti en 1956. 
Le réalisateur avait déjà tourné une première version du film en 1934.
Le film évoque un homme qui, devenant par hasard détenteur d'un secret d'État, « en sait trop ». Des espions ennemis enlèvent son fils pour qu'il ne révèle pas ce secret.

## Synopsis
Après des vacances en Europe, une famille-modèle américaine - le docteur Benjamin « Ben » McKenna (James Stewart), son épouse Dorothée « Dot » (Doris Day) et leur fils unique Alain (Henry « Hank » dans la version originale) - passent quelques jours au Maroc. Dans un autocar, ils rencontrent Louis Bernard (Daniel Gélin), un homme d'affaires français affable mais mystérieux, qui les presse de questions. Ils ignorent qu'il est agent du Deuxième Bureau. Louis Bernard les a confondus avec Edward Drayton (Bernard Miles) et son épouse Lucy (Brenda De Banzie), des agents secrets britanniques en mission sur place qui se font passer pour des touristes. Grimé en autochtone, Bernard est assassiné près de la place Jemaa el-Fna, d'un couteau planté dans le dos. Juste avant de mourir, il confie à Ben qu'un attentat contre un homme d'État étranger se prépare à Londres, où il faut contacter « Ambrose Chappell ». Les McKenna sont convoqués par la police française locale comme témoins du meurtre de Louis Bernard. Pour les contraindre au silence, les comploteurs enlèvent Alain. 
Après avoir appris que les Drayton ont quitté Marrakech précipitamment, Ben et Dot se rendent à Londres pour rechercher leur fils. Leur quête commence sur une fausse piste, chez des taxidermistes père et fils nommés Ambrose Chappell. Poursuivant leur enquête dans un quartier modeste de Londres, à la chapelle Saint-Ambroise, ils y découvrent le repaire des Drayton, un couple de pasteurs qu'assistent deux complices : Edna, femme sans grâce qui veille sur Alain et joue de l'harmonium pendant les offices, et un sombre tueur à gages. 
Lors d'un concert donné au Royal Albert Hall, Ben parvient in extremis à faire échouer l'attentat, qui visait un premier ministre étranger — c'est plus exactement Dot qui déjoue l'attentat en criant lors d'un silence, juste avant le moment que le tueur attendait pour tirer. En fait, le meurtre a été commandité aux Drayton par l'ambassadeur. Dot se rend à l'ambassade, où elle se fait reconnaître d'Alain, enfermé dans une chambre du dernier étage, en interprétant une chanson qu'ils affectionnent pour l'entonner souvent ensemble. Malgré les protestations de sa femme qui s'est attachée à l'enfant, Drayton s'apprête à exécuter l'ordre de tuer Alain. Ben rejoint l'ambassade. Il délivre Alain puis fait mortellement tomber Drayton dans l'escalier d'honneur. Les trois membres de la famille McKenna se retrouvent enfin, sains et saufs, entourés d'amis.

## Fiche technique
- Titre : L'Homme qui en savait trop
- Titre original : The Man Who Knew Too Much
- Réalisation : Alfred Hitchcock
- Scénario : John Michael Hayes, d'après une histoire de Charles Bennett et D. B. Wyndham Lewis (en)
- Photographie : Robert Burks
- Montage : George Tomasini
- Musique : Bernard Herrmann
  - From whence these dire portents around (D'où viennent ces affreux présages qui nous entourent), hymne dit de Burford chanté à la chapelle Saint-Ambroise (musique attribuée à Purcell)[1]
  - Storm cloud cantata, composé par Arthur Benjamin et D. B. Wyndham Lewis (en), interprété par l'Orchestre symphonique de Londres dirigé pour l'occasion par Bernard Herrmann
  - Que sera, sera (Whatever Will Be, Will Be) et We'll love again, composé par Jay Livingston et Ray Evans, chansons interprétées à l'ambassade par Doris Day
- Direction artistique : Hal Pereira et Henry Bumstead
- Décors : Sam Comer et Arthur Krams
- Costumes : Edith Head
- Maquillage : Wally Westmore
- Producteurs : Alfred Hitchcock et Herbert Coleman
- Sociétés de production : Filwite Productions, Inc. et Paramount Pictures
- Budget : 1 200 000 $
- Pays de production :  États-Unis
- Langue d'origine : anglais
- Format : couleurs (Technicolor) - 1,85:1 - mono (Western Electric Recording) - 35 mm (VistaVision)
- Genre : Thriller, Film d'espionnage
- Durée : 120 minutes (2 heures)
- Dates de sortie (1956) :
  - France : 30 avril 1956 (Festival de Cannes) et 5 octobre 1956 (sortie nationale)
  - États-Unis : 16 mai 1956 (New York) 22 mai 1956 (Los Angeles) 1er juin 1956 (sortie nationale)
- Affiches : Boris Grinsson, Jouineau Bourduge (France)

## Distribution

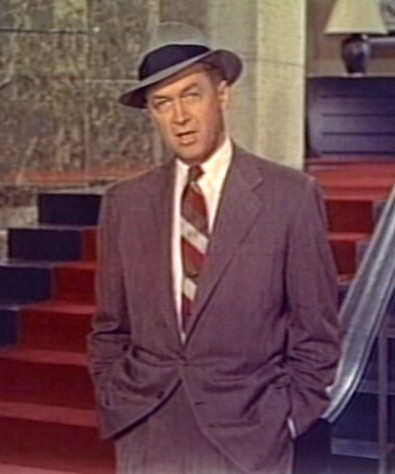
James Stewart dans la bande-annonce du film.

- James Stewart (VF : Roger Tréville) : le docteur Benjamin « Ben » McKenna
- Doris Day (VF : Claire Guibert) : Dorothée « Dot » (Josephine « Jo » dans la version originale) Conway McKenna, épouse de Ben
- Christopher Olsen (VF : Linette Lemercier) : Alain (Henry « Hank » dans la version originale) McKenna, fils de Ben et Dot
- Daniel Gélin (VF : lui-même, Daniel Gélin est doublé par le comédien Paul Frees pour les dialogues en anglais) : Louis Bernard, agent du Deuxième Bureau
- Bernard Miles (VF : Louis Arbessier) : Edward Drayton
- Brenda De Banzie (VF : Lita Recio) : Lucy Drayton
- Yves Brainville (VF : lui-même) : l'inspecteur de police français à Marrakech
- Ralph Truman (VF : François Valorbe) : l'inspecteur Buchanan à Londres
- Mogens Wieth (en) : l'ambassadeur étranger
- Reggie Nalder : le tueur à gages
- Alan Mowbray (VF : Jean-Henri Chambois) : Val Parnell
- Alix Talton (en) (VF : Renée Simonot) : Helen Parnell
- Hillary Brooke (VF : Nicole Vervil) : Jan Peterson
- Carolyn Jones (VF : Nicole Riche) : Cindy Fontaine
- Noel Willman (VF : Roger Rudel) : Woburn
- Richard Wattis : un assistant

Acteurs non crédités
- Betty Baskcomb (en) : Edna, complice du couple Drayton et organiste à la chapelle Saint-Ambroise
- George Howe (en) (VF : Raymond Rognoni) : Ambrose Chappell père
- Harold Kasket : Stavis, majordome de l'ambassade
- Lewis Martin : un détective
- Louis Mercier (VF : Pierre Leproux) : un policier français
- Richard Wordsworth (en) : Ambrose Chappell fils

## Chanson
- Que sera, sera (Whatever Will Be, Will Be) par Doris Day.

## Récompenses et distinctions
- Le film a été présenté en sélection officielle en compétition au Festival de Cannes 1956[2].
- Le film a gagné l'Oscar de la meilleure chanson originale lors de la 29e cérémonie des Oscars du 27 mars 1957 pour Que sera, sera (Whatever Will Be, Will Be).

## Autour du film
- Dans la scène clef du film où le tueur est censé tirer sur l'homme politique, au moment précis du coup de cymbales de l'œuvre interprétée au Royal Albert Hall, Bernard Herrmann, compositeur de la musique du film, joue son propre rôle de chef d'orchestre, à la tête de l'Orchestre symphonique de Londres, l'orchestre présent pour le tournage du film.
- Le film est un remake américain d'une première version qu'Alfred Hitchcock avait tournée en 1934 avant d'émigrer aux États-Unis.
- Caméo d'Hitchcock : on peut l'observer de dos aux environs de la 24e minute, il regarde les acrobates sur la place Jemaa el-Fna à Marrakech.